# 第70回全日本バレーボール高等学校選手権大会
第70回全日本バレーボール高等学校選手権大会（だい70かい ぜんにほん バレーボールこうとうがっこうせんしゅけんたいかい）は、2018年1月4日から1月8日まで東京体育館で開催された大会である。

## 概要

### 日程
- 2017年12月3日、組み合わせ抽選会
- 2018年1月4日、開会式、男女1回戦
- 1月5日、男女2回戦
- 1月6日、男女3回戦、準々決勝
- 1月7日、準決勝
- 1月8日、決勝、閉会式

出典：公益財団法人日本バレーボール協会|JVA

## 出場校

### 男子
北海道・東北
- 北海道代表I 東海大札幌（8年連続45回目）
- 北海道代表II 北海道科学大高（2年連続3回目）
- 青森県代表 弘前工（4年連続40回目）
- 岩手県代表 不来方（6年ぶり13回目）
- 秋田県代表 雄物川（23年連続23回目）
- 山形県代表 山形中央（3年連続17回目）
- 宮城県代表 仙台商（5年連続6回目）
- 福島県代表 相馬（3年ぶり20回目）

関東
- 茨城県代表 水戸啓明（初出場）
- 栃木県代表 足利工大附（3年連続38回目）
- 群馬県代表 前橋商（20年ぶり11回目）
- 埼玉県代表 埼玉栄（3年連続7回目）
- 千葉県代表 習志野（11年連続34回目）
- 東京都代表I 東亜学園（13年連続34回目）
- 東京都代表II 駿台学園（8年連続10回目）
- 東京都代表（開催地）III 東洋（3年連続27回目）
- 神奈川県代表I 荏田（5年連続5回目）
- 神奈川県代表II 弥栄（5年ぶり4回目）
- 山梨県代表 日本航空（16年連続16回目）

東海・北信越
- 長野県代表 創造学園（5年連続7回目）
- 新潟県代表 巻（16年ぶり6回目）
- 富山県代表  富山第一（10年ぶり5回目）
- 石川県代表 石川県工（13年連続27回目）
- 福井県代表 北陸（12年ぶり6回目）
- 静岡県代表 静清（2年連続2回目）
- 愛知県代表 愛工大名電（3年ぶり15回目）
- 岐阜県代表 県岐阜商（7年連続14回目）
- 三重県代表 松阪工（3年連続35回目）

近畿
- 滋賀県代表 近江（15年連続33回目）
- 奈良県代表 添上（2年ぶり34回目）
- 和歌山県代表 開智（23年連続23回目）
- 京都府代表 洛南（4年連続22回目）
- 大阪府代表I 大塚（10年連続13回目）
- 大阪府代表II 清風（3年連続25回目）
- 兵庫県代表 市立尼崎（19年連続30回目）

中国
- 鳥取県代表 鳥取中央育英（初出場）
- 島根県代表 安来（3年連続24回目）
- 岡山県代表 岡山東商（3年連続31回目）
- 広島県代表 崇徳（4年連続44回目）
- 山口県代表 高川学園（3年連続6回目）

四国
- 香川県代表 高松工芸（14年連続21回目）
- 徳島県代表 城東（3年連続5回目）
- 愛媛県代表 新田（4年ぶり17回目）
- 高知県代表 高知（2年連続17回目）

九州
- 福岡県代表 東福岡（7年連続9回目）
- 佐賀県代表 佐賀商（3年連続30回目）
- 長崎県代表 大村工（8年連続15回目）
- 熊本県代表 鎮西（9年連続30回目）
- 大分県代表 別府鶴見丘（2年連続8回目）
- 宮崎県代表 都城工（2年連続34回目）
- 鹿児島県代表 川内商工（初出場）
- 沖縄県代表 西原（8年連続23回目）

### 女子
北海道・東北
- 北海道代表I 北海道大谷室蘭（18年ぶり6回目）
- 北海道代表II 札幌大谷（3年ぶり13回目）
- 青森県代表 青森西（19年ぶり14回目）
- 岩手県代表 盛岡誠桜（4年連続23回目）
- 秋田県代表 由利（3年連続28回目）
- 山形県代表 米沢中央（2年連続8回目）
- 宮城県代表 古川学園（13年連続38回目）
- 福島県代表 郡山女子大附（2年連続19回目）

関東
- 茨城県代表 土浦日大（11年連続18回目）
- 栃木県代表 国学院栃木（31年連続32回目）
- 群馬県代表 高崎商大付（2年連続12回目）
- 埼玉県代表 細田学園（3年連続18回目）
- 千葉県代表 柏井（2年ぶり16回目）
- 東京都代表I 下北沢成徳（10年連続18回目）
- 東京都代表II 八王子実践（3年連続40回目）
- 東京都代表（開催地）III 文京学院大女子（2年ぶり9回目）
- 神奈川県代表I 大和南（13年連続14回目）
- 神奈川県代表II 伊勢原（3年ぶり17回目）
- 山梨県代表  増穂商（3年連続30回目）

東海・北信越
- 長野県代表 松商学園（2年連続16回目）
- 新潟県代表 中越（初出場）
- 富山県代表 富山第一（5年連続10回目）
- 石川県代表 金沢商（16年連続43回目）
- 福井県代表 福井工大福井（4年連続4回目）
- 静岡県代表 富士見（5年連続10回目）
- 愛知県代表 豊橋中央（8年ぶり14回目）
- 岐阜県代表 益田清風（3年ぶり3回目）
- 三重県代表 三重（2年ぶり2回目）

近畿
- 滋賀県代表 近江（2年連続12回目）
- 奈良県代表 奈良女子（2年連続28回目）
- 和歌山県代表 和歌山信愛（4年連続33回目）
- 京都府代表 京都橘（19年連続21回目）
- 大阪府代表I 金蘭会（7年連続7回目）
- 大阪府代表II 四天王寺（2年ぶり43回目）
- 兵庫県代表 氷上（2年連続34回目）

中国
- 鳥取県代表 岩美（初出場）
- 島根県代表 安来（2年連続35回目）
- 岡山県代表 就実（4年連続41回目）
- 広島県代表 進徳女子（5年連続9回目）
- 山口県代表 誠英（28年連続38回目）

四国
- 香川県代表 高松南（2年連続3回目）
- 徳島県代表 城南（6年連続10回目）
- 愛媛県代表 松山東雲（2年連続4回目）
- 高知県代表 高知南（初出場）

九州
- 福岡県代表 誠修（7年ぶり17回目）
- 佐賀県代表 佐賀清和（3年連続11回目）
- 長崎県代表 聖和女子学院（14年ぶり4回目）
- 熊本県代表 鎮西（2年ぶり2回目）
- 大分県代表 東九州龍谷（18年連続33回目）
- 宮崎県代表 都城商（3年ぶり7回目）
- 鹿児島県代表 鹿児島南（14年ぶり34回目）
- 沖縄県代表 西原（3年連続7回目）

## 男子結果

### 準決勝
| 日程   | 開始 |          | 結果 |          | 1set  | 2set  | 3set  | 4set  | 5set | 総得点 | R |
| ------ | ---- | -------- | ---- | -------- | ----- | ----- | ----- | ----- | ---- | ------ | - |
| 1月7日 |      | 洛南     | 3–1  | 東亜学園 | 23−25 | 25−23 | 25−23 | 25−15 |      |        |   |
| 1月7日 |      | 高川学園 | 0–3  | 鎮西     | 23−25 | 20−25 | 23−25 |       |      |        |   |

### 決勝
| 日程   | 開始 |      | 結果 |      | 1set  | 2set  | 3set  | 4set | 5set | 総得点 | R |
| ------ | ---- | ---- | ---- | ---- | ----- | ----- | ----- | ---- | ---- | ------ | - |
| 1月8日 |      | 洛南 | 0–3  | 鎮西 | 21−25 | 21−25 | 23−25 |      |      |        |   |

## 女子結果

### 準決勝
| 日程   | 開始 |            | 結果 |            | 1set  | 2set  | 3set  | 4set  | 5set  | 総得点 | R |
| ------ | ---- | ---------- | ---- | ---------- | ----- | ----- | ----- | ----- | ----- | ------ | - |
| 1月7日 |      | 下北沢成徳 | 1–3  | 金蘭会     | 22−25 | 25−21 | 19−25 | 19−25 |       |        |   |
| 1月7日 |      | 誠英       | 2–3  | 東九州龍谷 | 27−25 | 24−26 | 25−20 | 20−25 | 11−15 |        |   |

### 決勝
| 日程   | 開始 |        | 結果 |            | 1set  | 2set  | 3set  | 4set | 5set | 総得点 | R |
| ------ | ---- | ------ | ---- | ---------- | ----- | ----- | ----- | ---- | ---- | ------ | - |
| 1月8日 |      | 金蘭会 | 3–0  | 東九州龍谷 | 25−20 | 25−18 | 25−23 |      |      |        |   |